# Julio César Aguirre
Pour les articles homonymes, voir Aguirre.
Julio César Aguirre Cabrera, né le 15 juillet 1969 à Supatá (Colombie), est un ancien coureur cycliste colombien, professionnel de 1994 à 2003. 
Il a remporté plusieurs courses en Amérique du Sud et a participé, avec la formation Kelme, à deux Tours de France : l’édition 1995 et l’édition 1996.

## Palmarès
- 1993
  - Classement général du Tour de Guadeloupe
  - 1re étape du Clásico RCN
- 1994
  - Clásico RCN :
    - Classement général
    - 9e étape (contre-la-montre)
- 1996
  - 4e étape du Clásico RCN
  - 12e étape du Tour de Colombie
- 1997
  - 4e étape de la Vuelta a Boyacá
  - Clásico Mundo Ciclistico :
    - Classement général
    - 2e étape
- 2000
  - Classement général de la Clásica Ciudad de Girardot
  - 1re étape du Clásico RCN
  - 3e du Clásico RCN
- 2001
  - 2e étape du Tour de Colombie (contre-la-montre par équipes)
  - 4e étape de la Vuelta a Cundinamarca
- 2002
  - Clásico Mundo Ciclistico :
    - Classement général
    - Une étape

  - Clásica de Fusagasugá
- 2003
  - 2e étape de la Vuelta al Tolima

## Résultats sur les grands tours

### Tour de France
- 1995 : abandon (15e étape)
- 1996 : 81e

### Tour d'Italie
- 1995 : abandon

### Tour d'Espagne
- 1997 : 28e
- 1998 : 45e